# Dinastia XXX d'Egipte

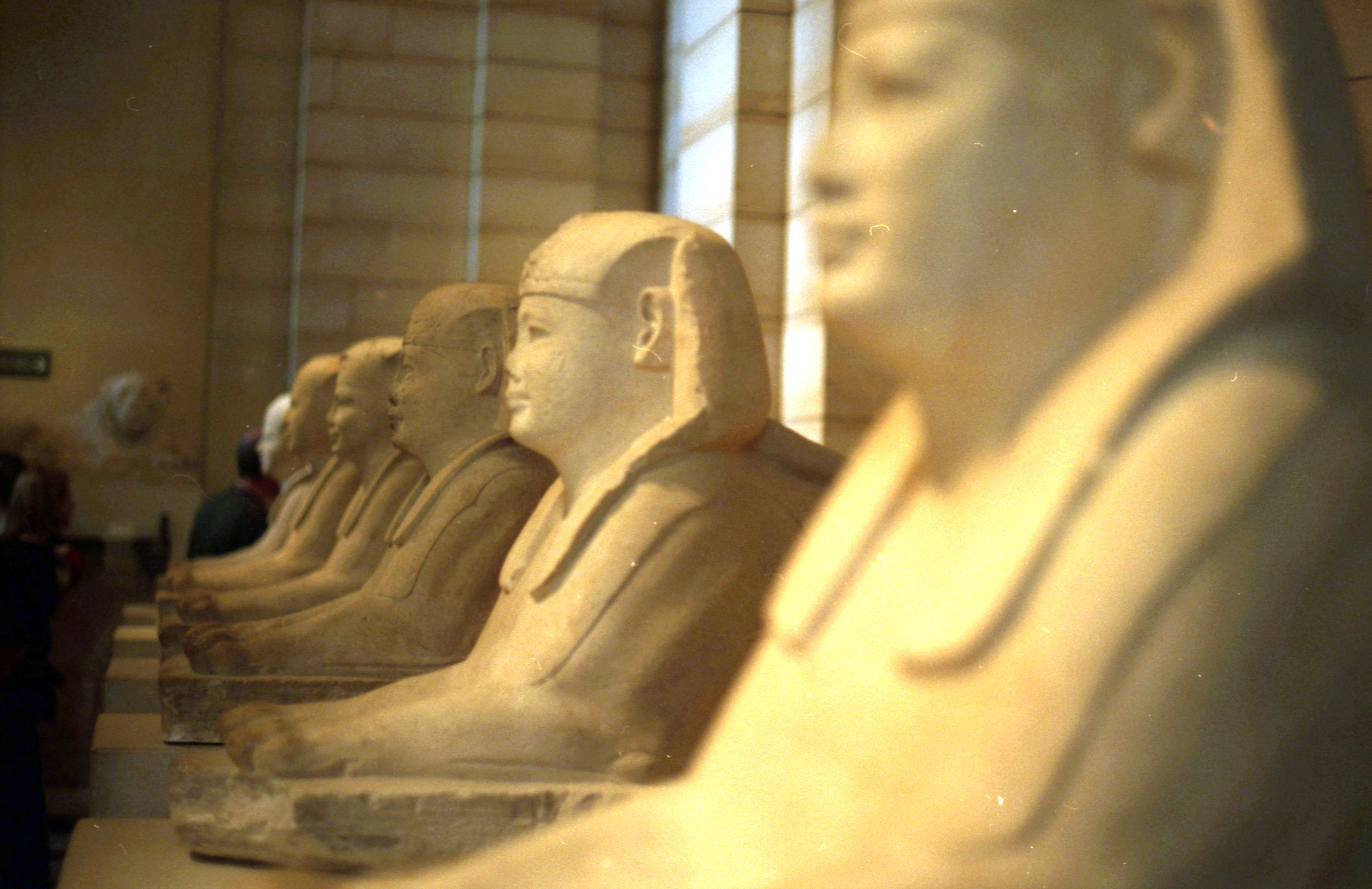
Esfinxs del Serapeum de Saqqara. Època de Nectabeu I. Museu del Louvre.

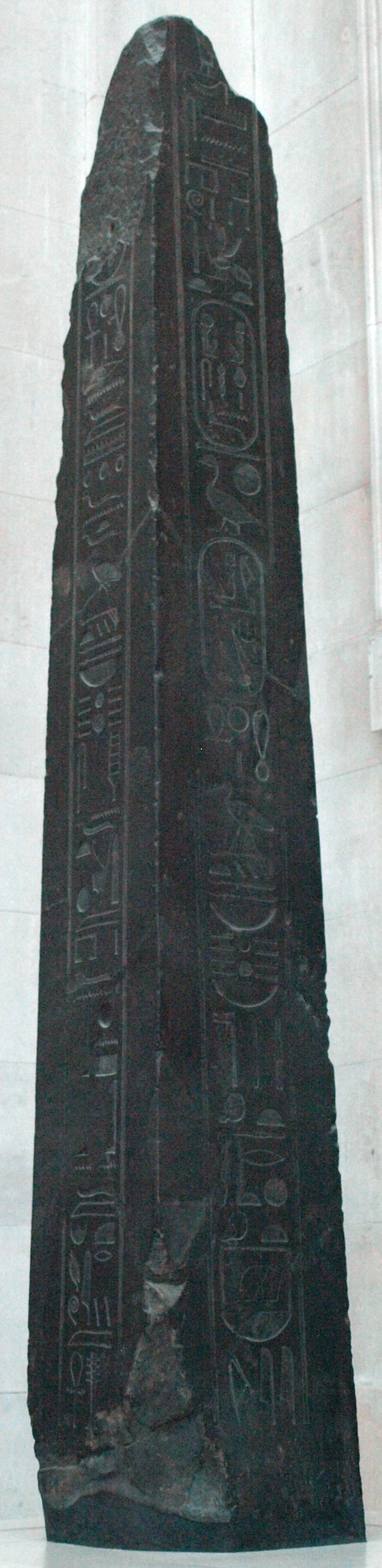
Obelisc de Nectabeu II. (Museu Britànic).

La dinastia XXX  d'Egipte fou la dinastia que governà l'antic Egipte entre els anys 378-341 aC.
Els governants d'aquesta dinastia, originària de Sebennitos, van començar expulsant als perses d'Egipte i conquistant Judea, aprofitant la decadència de l'Imperi Persa, durant uns anys hi va haver una relativa prosperitat a Egipte que va permetre un comerç estable, però no van poder evitar que un poderós exèrcit liderat per Artaxerxes III Oco reconquistes Egipte per l'Imperi persa l'any 343 aC, tornant a convertir-la en una satrapia.
Juntament amb les dinasties XXVI, XXVII, XXVIII, XXIX, i XXXI constitueixen el període tardà d'Egipte.

## Història
Nectabeu I va aconseguir el control d'Egipte el novembre de 380 aC, però va passar la major part del seu regnat defensant dels intents perses de reconquesta, amb l'ocasional ajuda d'Esparta o Atenes. L'any 365 aC Nectanebu va convertir en corregent al seu fill i hereu Teos, que després de la mort del seu pare va envair els territoris del Llevant mediterrani (actuals Síria i Israel) amb cert èxit, fins que va ser deposat pel seu fill Tjahepimu, que va aprofitar la impopularitat de Teos per nomenar faraó al seu propi fill, Nectabeu II. L'exèrcit egipci va donar suport a Nectanebu, i Teos es va veure obligat a refugiar-se a la cort persa.
El regnat de Nectabeu II va estar dominat pels esforços dels governants perses en reconquerir Egipte. Durant els primers deu anys Nectanebeu va aconseguir evitar la reconquesta perquè Artaxerxes III es va veure obligat a lluitar per consolidar el seu control sobre el seu regne: després d'un infructuós intent d'invasió d'Egipte durant l'hivern de 351/350 aC., les notícies de la derrota d'Artaxerxes va impulsar rebel·lions a Xipre, Fenícia i Cilícia. Tot i que Nectanebeu va donar suport a aquestes revoltes, Artaxerxes va aconseguir reprimir-les i un cop més va ser capaç d'envair Egipte l'any 343 aC. Aquesta segona invasió va tenir èxit, i Nectanebeu es va veure obligat a retirar-se de les seves posicions al Delta del Nil a Memphis, on va veure que la seva causa perduda i va fugir a Núbia on va trobar refugi a la cort del rei Nastesen, a Napata. Abans d'això va mantenir alguna forma d'estat independent al sud d'Egipte durant 2 anys més, ja que un document d'Edfu té com a data el seu divuitè any.
Encara que fou un rebel, Jababash, es va proclamar faraó (338 - 336 aC), Nectabeu és considerat com l'últim faraó autòcton d'Egipte, i la seva marxa va marcar la fi d'Egipte com a entitat independent.

## Faraons de la dinastia XXX d'Egipte
| Nom comú    | Nom de Nesut-Bity | Nom de Sa-Ra | Comentaris                                                                             | Regnat     |
| ----------- | ----------------- | ------------ | -------------------------------------------------------------------------------------- | ---------- |
| Nectabeu I  | Jeperkara         | Najtnebef    | Expulsa als perses d'Egipte                                                            | 378-361 aC |
| Teos        | Irimaatenra       | Dyedhor      | S'alia amb Esparta i Atenes                                                            | 361-359 aC |
| Nectabeu II | Senedyemibra      | Najthorhabet | Ajudat per Agesilau II enderroca a Teos. És vençut per Artaxerxes III Oco l'any 343 aC | 359-341 aC |

## Cronologia de la dinastia XXX
Cronologia estimada pels següents egiptòlegs:
- Primer faraó:  Nectabeu I 
  - 380-362 aC[6]
  - 380/379-361/360 aC[7]

- Darrer faraó:  Nectabeu II 
  - 360-343 aC[8]
  - 360-342 aC[9]
  - 359/358-342/341 aC[7]